# دیسپور
دیسپور (به انگلیسی: Dispur; ‎/dɪsˈp[invalid input: 'oor']/‎ ( pronunciation راهنما·اطلاعات) مرکز ایالت آسام در هند است.
دیسپور ۹٬۸۲۹ نفر جمعیت دارد و ۵۵ متر بالاتر از سطح دریا واقع شده‌است.
دیسپور که در محل به گواتی معروف است در سال ۱۹۷۳ پایتخت آسام شد.